# James Ellington
James Ellington (né le 6 septembre 1985 à Lewisham) est un athlète britannique, spécialiste du sprint.

## Carrière
Il débute sur 200 m en 2003 (21 s 08 à Sheffield et devient finaliste lors des Championnats d'Europe junior à Tampere) et sur 100 m en 2004 (10 s 41 lors des Championnats du monde junior d'athlétisme à Grosseto où il termine 7e). Il participe aux séries du 200 m à Daegu 2011 (20 s 82), lors de ses premiers championnats du monde senior. Il fait partie de l'équipe britannique olympique de 2012 sur 200 m, où il termine 5e de sa série. De même, lors des Jeux du Commonwealth de 2014, il n'atteint pas la finale mais fait partie, en séries, de l'équipe anglaise qui remporte la médaille d'argent sur relais 4 × 100 m. La même année, il est demi-finaliste des Championnats d'Europe sur 200 m.
Il remporte avec la Grande-Bretagne le relais 4 × 100 m lors des Championnats d'Europe d'athlétisme par équipes 2011, après avoir remporté la médaille d'or, comme dernier relayeur, en 38 s 95, lors des Championnats d'Europe espoirs d'athlétisme 2007. Il remporte à nouveau le relais 4 × 100 m lors des Championnats d'Europe d'athlétisme par équipes 2015 en battant le record de la compétition en 38 s 21. Malgré une série courue en 38 s 20, le relais britannique ne termine pas la course du relais 4 × 100 m lors des Championnats du monde à Pékin, poursuivant une série noire en grandes compétitions.
Après le titre de champion d'Europe du relais 4 × 100 m en 2014, il confirme en 2016 à Amsterdam, en courant en 38 s 12 (séries) puis en 38 s 17, les deux meilleurs temps britanniques depuis 2015.
Le 17 janvier 2017, James Ellington est impliqué dans un accident de la route en compagnie de Nigel Levine, à l'occasion d'un stage à Tenerife. Les 2 athlètes, gravement blessés, sont touchés aux jambes et au bassin.

## Palmarès
| Date | Compétition                       | Lieu           | Résultat | Épreuve   | Temps   |
| ---- | --------------------------------- | -------------- | -------- | --------- | ------- |
| 2004 | Championnats du monde juniors     | Grosseto       | 7e       | 100 m     | 10 s 56 |
| 2004 | Championnats du monde juniors     | Grosseto       | —        | 4 × 100 m | DQ      |
| 2011 | Championnats d'Europe par équipes | Stockholm      | 1er      | 4 × 100 m | 38 s 60 |
| 2012 | Championnats d'Europe             | Helsinki       | —        | 4 × 100 m | DNF     |
| 2013 | Championnats d'Europe par équipes | Gateshead      | 1er      | 4 × 100 m | 38 s 39 |
| 2013 | Championnats du monde             | Moscou         | —        | 4 × 100 m | DQ      |
| 2014 | Relais mondiaux de l'IAAF         | Nassau         | 3e       | 4 × 100 m | 38 s 19 |
| 2014 | Championnats d'Europe par équipes | Brunswick      | 3e       | 200 m     | 20 s 60 |
| 2014 | Championnats d'Europe par équipes | Brunswick      | 1er      | 4 × 100 m | 38 s 51 |
| 2014 | Jeux du Commonwealth              | Glasgow        | 2e       | 4 × 100 m | séries  |
| 2014 | Championnats d'Europe             | Zürich         | 1er      | 4 × 100 m | 37 s 93 |
| 2015 | Championnats d'Europe par équipes | Tcheboksary    | 1er      | 4 × 100 m | 38 s 21 |
| 2015 | Championnats du monde             | Pékin          | —        | 4 × 100 m | DNF     |
| 2016 | Championnats d'Europe             | Amsterdam      | 5e       | 100 m     | 10 s 19 |
| 2016 | Championnats d'Europe             | Amsterdam      | 1er      | 4 × 100 m | 38 s 17 |
| 2016 | Jeux olympiques                   | Rio de Janeiro | 5e       | 4 × 100 m | 37 s 98 |

## Records
| Épreuve | Épreuve   | Performance | Lieu       | Date            |
| ------- | --------- | ----------- | ---------- | --------------- |
| 60 m    | En salle  | 6 s 67      | Sheffield  | 8 février 2014  |
| 100 m   | Plein air | 10 s 04     | Amsterdam  | 7 juillet 2016  |
| 200 m   | Plein air | 20 s 31     | Clermont   | 30 avril 2016   |
| 200 m   | En salle  | 21 s 30     | Birmingham | 26 février 2006 |